# Manuela Zinsberger
Manuela Zinsberger (* 19. Oktober 1995 in Stockerau) ist eine österreichische Fußballtorfrau, die seit der Saison 2019/20 in der FA Women’s Super League beim Arsenal WFC spielt und für die A-Nationalmannschaft aktiv ist.

## Leben
Zinsberger wuchs in der Ortschaft Niederfellabrunn innerhalb der Marktgemeinde Niederhollabrunn in Niederösterreich auf. Auch ihr Vater Ernst Zinsberger spielte als Torwart. Sie wurde zunächst am LAZ Stockerau ausgebildet und ab 2009 in der AKA St. Pölten.
Ab dem Schuljahr 2011/12 wechselte sie in das neu gegründete Nationale Zentrum für Frauenfußball in St. Pölten.
2017 wurde sie als Österreicherin des Jahres in der Kategorie Erfolg international ausgezeichnet. Im Dezember 2020 wurde die 25-Jährige als Österreichs Fußballerin des Jahres (APA) ausgezeichnet.
Im März 2022 gab Zinsberger die Verlobung mit ihrer Freundin Madeleine Hemming bekannt. Am 9. Juni 2023 heiratete das Paar in Hannersdorf.

## Vereinskarriere

### Jugendvereine
Zinsberger spielte in ihrer Jugend für den USV Leitzersdorf und den SV Stockerau.

### USVG Großrußbach
In der Winterübertrittszeit 2009/10 wechselte Manuela Zinsberger erstmals in den Erwachsenenfußball zum USVG Großrußbach in die niederösterreichische Landesliga. Ihr Debüt gab sie am 21. März 2010 beim Spiel gegen Maria Anzbach. In den 9 Meisterschaftsspielen konnte sie fünfmal zu Null spielen.

### SV Neulengbach
Im Sommer 2010 wechselte sie zum Bundesligisten SV Neulengbach und debütierte am 30. Oktober 2010 (9. Spieltag) – kurz nach ihrem 15. Geburtstag – beim 1:1-Unentschieden im Heimspiel gegen den FC Südburgenland. Gleichzeitig spielte sie bis 2013 bei den Neulengbach Juniors in der 2. Liga Ost/Süd. Seit der Saison 2012/13 war sie Stammtorhüterin beim SV Neulengbach.

### FC Bayern München

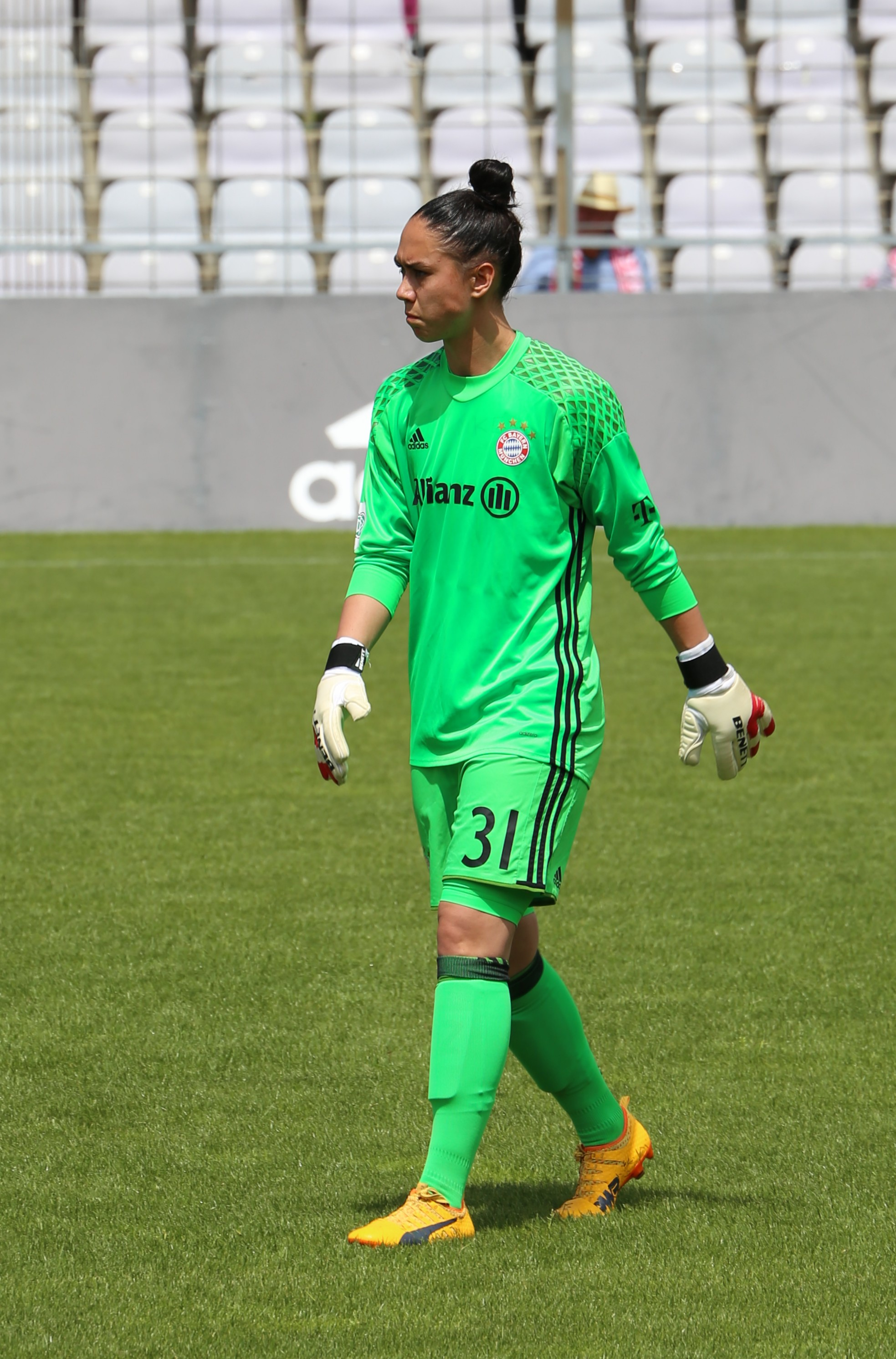
Zinsberger im Trikot des
FC Bayern München (2017)

Am 27. Juni 2014 unterschrieb Zinsberger einen Dreijahresvertrag beim FC Bayern München. Ihr Debüt für den FC Bayern München gab sie am 21. September 2014 (3. Spieltag), als sie mit der zweiten Mannschaft im Auswärtsspiel gegen den ETSV Würzburg mit 4:1 siegte.
Für die erste Mannschaft absolvierte sie ihr erstes Bundesligaspiel am 30. November 2014 (11. Spieltag) beim torlosen Unentschieden im Auswärtsspiel gegen die SGS Essen. Am 18. Februar 2017 (12. Spieltag) wehrte sie im Auswärtsspiel gegen den SC Freiburg einen von Carolin Schiewe in der 74. Minute ausgeführten Strafstoß ab und sicherte ihrer Mannschaft den 3:2-Sieg. Am 26. Februar 2017 (13. Spieltag) hingegen unterlief ihr im Heimspiel gegen den FF USV Jena in der 38. Minute ein Eigentor; dennoch gewann ihre Mannschaft durch zwei Tore durch die in der 60. Minute eingewechselte Vivianne Miedema noch mit 2:1. 
Am 2. April 2019 wurde bekannt, dass Zinsberger ihren Vertrag nicht verlängert und im Sommer den Club auf eigenen Wunsch hin verlassen wird. Zur Saison 2019/20 wurde sie vom englischen Erstligisten Arsenal Women FC verpflichtet.

### Arsenal WFC
Nach dem Wechsel zum Arsenal WFC etablierte Zinsberger sich rasch als Stammtorhüterin und spielte in ihren ersten zwölf Spielen sechs Mal zu null und erhielt lediglich 11 Gegentore. Am 17. November 2019 war Zinsberger auch Teil des London-Derby-Spiels zwischen Arsenal und Chelsea, welches mit 38.262 Zuschauern einen neuen Zuschauerrekord in der englischen Women’s Super League aufstellte. Arsenal gewann das Derby mit 2:0, womit Zinsberger keinen Gegentreffer einstecken musste.

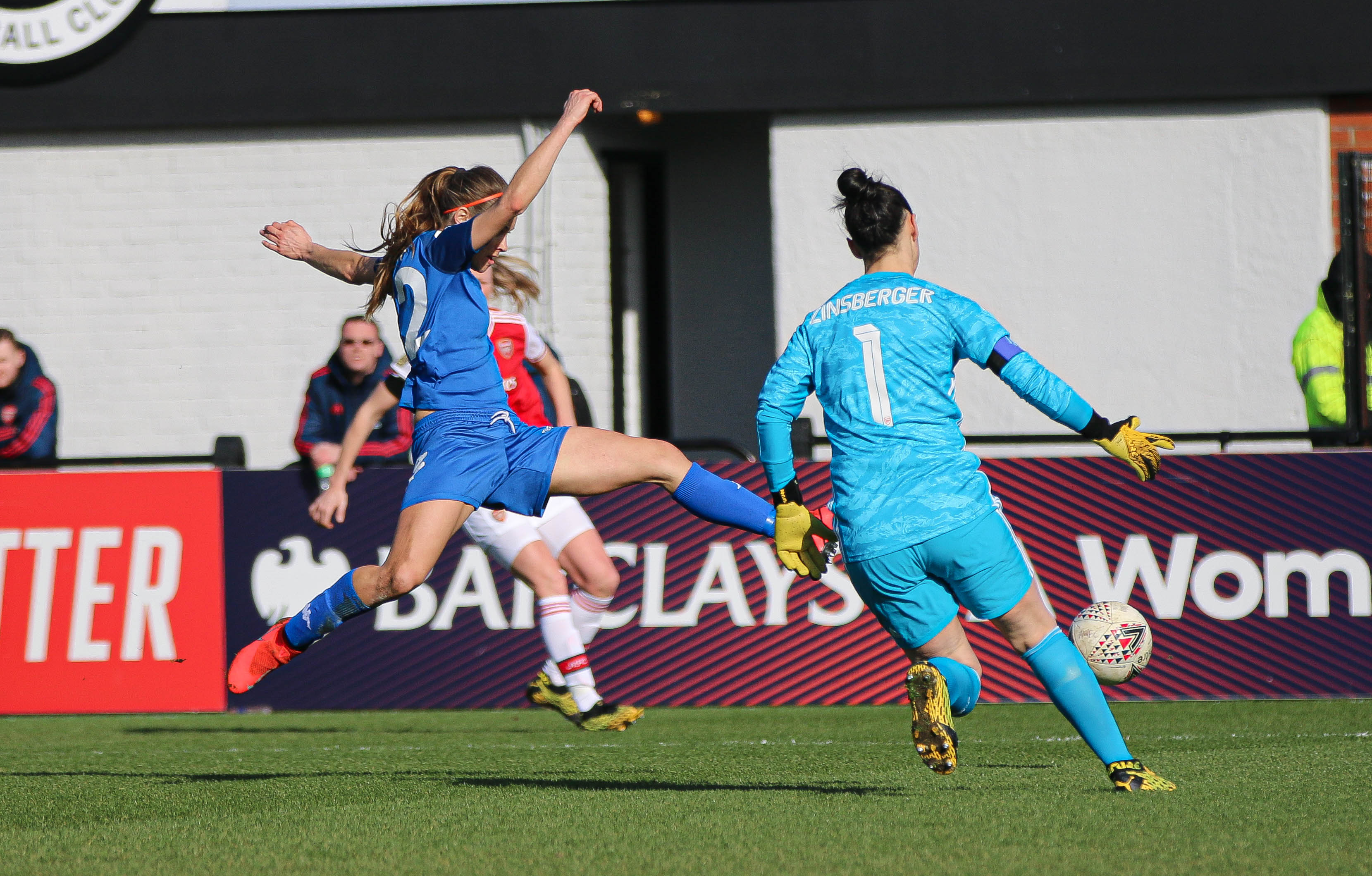
Zinsberger im Einsatz für Arsenal (2020)

In der UEFA Women’s Champions League 2019/20 wurde sie im Sechzehntelfinale gegen den AC Florenz, als auch im Viertelfinale gegen PSG eingesetzt. Aufgrund der Covid-19-Pandemie mussten die Paarungen von 24./25. März und 1./2. April 2020 auf den 21./22. August 2020 verschoben werden. Da die Viertelfinals nun auf neutralen Boden im spanischen Bilbao und San Sebastian, als auch ohne Zuschauer ausgetragen wurden, entschied sich die UEFA die Paarungen in nur jeweils einer Partie anzusetzen. Arsenal verlor am 22. August 2020 mit 1:2 gegen die Pariserinnen im Estadio Anoeta und schied somit aus dem Wettbewerb aus.
Als Dritter der FA Women’s Super League 2020/21 musste sich Arsenal über den Platzierungsweg für die UEFA Women’s Champions League 2021/22 qualifizieren, was mit Siegen gegen Oqschetpes Kökschetau (4:0), PSV Eindhoven (3:1) und Slavia Prag (3:0 und 4:0) gelang, wobei Zinsberger dreimal im Tor stand. In der erstmals ausgetragenen Gruppenphase kam sie beim Heimsieg gegen Hoffenheim (4:0) und den beiden Niederlagen gegen Titelverteidiger FC Barcelona (1:4 und 0:4) zum Einsatz. Als zweitplatzierter in der Gruppe erreichten die Londonerinnen dank der besseren Tordifferenz gegenüber Hoffenheim das Viertelfinale. Zinsberger kam in beiden Partien des Viertelfinals gegen den VfL Wolfsburg zum Einsatz. Nach einem 1:1 im Heimspiel verloren sie in Wolfsburg mit 0:2. Die Saison 2021/22 beendete Arsenal als Vizemeister. Zinsberger kam insgesamt auf 20 Einsätze und saß zweimal auf der Bank.
Am 5. März 2023 gewann Zinsberger mit Arsenal bei einem 3:1-Erfolg gegen den FC Chelsea den FA Women’s League Cup. Das Spiel wurde vor mehr als 19.000 Zuschauern im Selhurst Park ausgetragen.
Im März 2023 verlängerte Zinsberger ihren Vertrag bei Arsenal um ein weiteres Jahr bis Sommer 2024.
Im Viertelfinale der Champions League 2022/23 traf Arsenal auf Zinsbergers ehemaligen Verein FC Bayern München. Nach einer knappen 1:0-Niederlage im Hinspiel in der Allianz Arena, konnte der FC Arsenal im Rückspiel vor einer heimischen Rekordkulisse von 21.307 Zuschauern im Emirates Stadion die Münchnerinnen mit einem 2:0 besiegen. Zinsberger stand in beiden Partien im Tor. Mit einem Gesamtergebnis von 2:1 gelang dem FC Arsenal zum ersten Mal seit der Saison 2012/13 der Einzug in das Champions-League-Halbfinale. Nach einem erkämpften 2:2 in der ersten Partie des Halbfinales gegen Wolfsburg, fand das Rückspiel am 1. Mai 2023 wieder mal im Emirates Stadion statt. Mit über 60.000 Zuschauern (ausverkauft) wurde ein neuer Rekord für das meistbesuchte Europapokalspiel der Frauen auf englischen Boden aufgestellt. Die Gunners verloren die Partie jedoch 2:3 in der Verlängerung.
Am 17. Mai 2023 bestritt Zinsberger beim 4:1 Ligasieg gegen Everton ihr 100. Pflichtspiel für Arsenal.

## Nationalmannschaftskarriere
Nachdem Zinsberger für die U-17- und U-19-Nationalmannschaft Länderspiele bestritten hatte, debütierte sie am 2. Juni 2013 – noch keine 18 Jahre alt – in Radlje ob Dravi beim 3:1-Sieg im Test-Länderspiel gegen die Auswahl Sloweniens mit Einwechslung zur zweiten Halbzeit für Anna-Carina Kristler. Beim Algarve-Cup 2014 kam sie am 7. März bei der 0:2-Niederlage gegen die Auswahl Nordkoreas und am 12. März beim 2:1-Sieg gegen die Auswahl Portugals zum Einsatz. Des Weiteren bestritt sie drei Qualifikationsspiele zur Weltmeisterschaft 2015 in Kanada: den 3:0-Sieg am 26. Oktober 2013 in Budapest gegen die Auswahl Ungarns sowie die beiden 1:3-Niederlagen gegen die Auswahl Frankreichs am 31. Oktober 2013 in Ritzing und am 9. April 2014 in Le Mans.

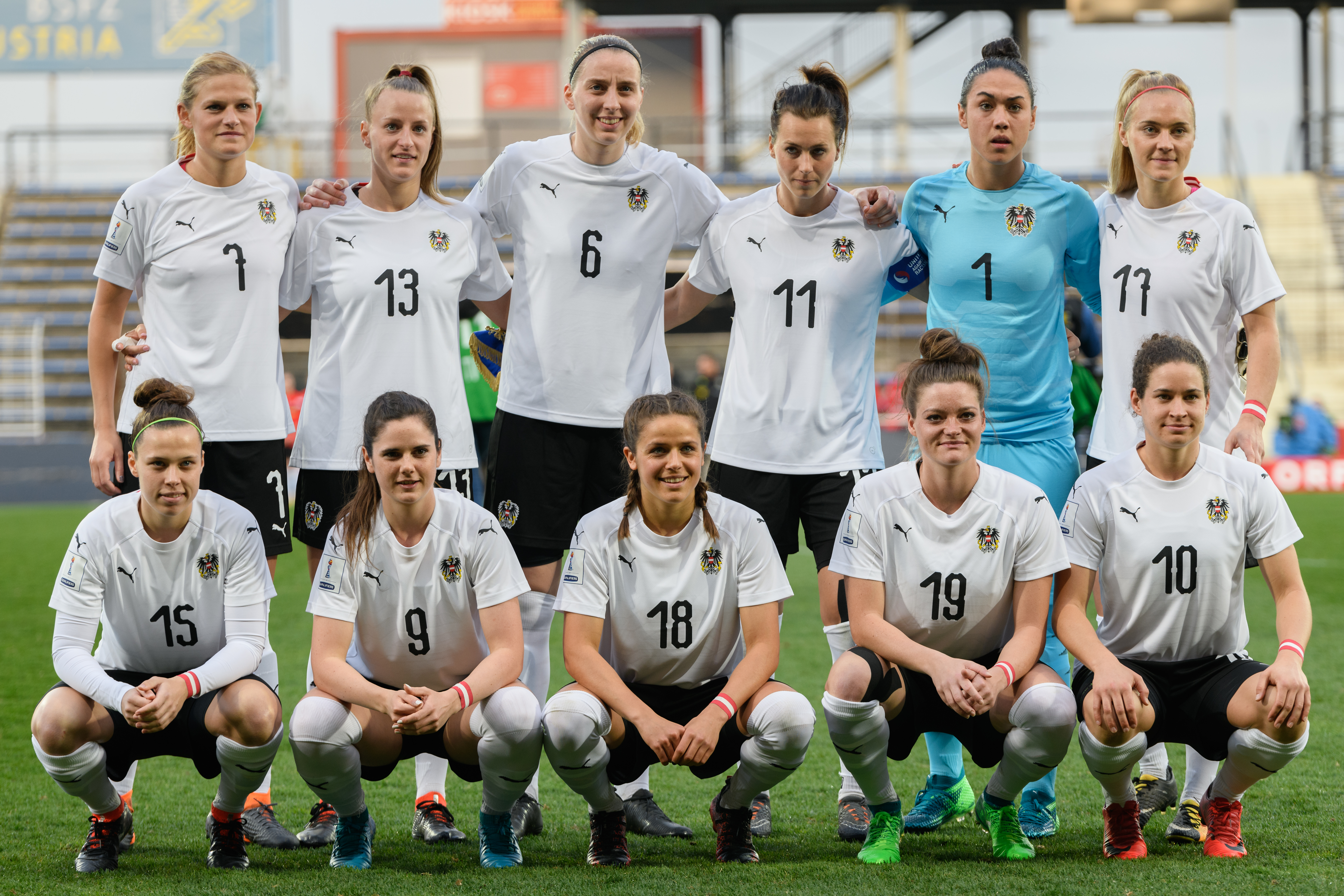
Zinsberger mit der österreichischen Nationalmannschaft (2018)

Im März 2016 gewann sie mit Österreich als Erstteilnehmer den Zypern-Cup. Mit der A-Nationalmannschaft schloss sie die 2. Qualifikationsrunde für die Europameisterschaft 2017 als Zweitplatzierter der Gruppe 8 hinter Norwegen ab und qualifizierte sich erstmals für ein bedeutendes Turnier. Die Mannschaft erreichte bei der Women’s Euro 2017 das Semifinale, wo sie im Elfmeterschießen an Dänemark scheiterten.
In der Qualifikation für die WM 2019 wurde sie in allen acht Spielen eingesetzt und blieb dabei viermal ohne Gegentor. Die Österreicherinnen wurden hinter Spanien Gruppenzweite, verpassten als schlechteste Gruppenzweite aber die Playoffs um den letzten WM-Startplatz.
In der Qualifikation für die EM 2022 stand sie ebenfalls in allen acht Spielen im Tor und kassierte nur bei der 0:3-Auswärtsniederlage gegen Frankreich Gegentore. Als drittbeste Gruppendritte qualifizierten sich die Österreicherinnen zum zweiten Mal für die EM-Endrunde, wo sie das Eröffnungsspiel gegen Gastgeber England bestreiten. Da die Endrunde wegen der COVID-19-Pandemie um ein Jahr verschoben wurde, fanden schon vor der EM-Endrunde die ersten acht Spiele der Qualifikation für die WM 2023 statt, bei denen sie siebenmal im Tor stand und dabei dreimal kein Tor kassierte. 
Am 27. Juni 2022 wurde sie für die EM-Endrunde nominiert. Als Stamm-Torhüterin bestritt Zinsberger alle Gruppenpartien der Europameisterschaft 2022 in England, als auch das Viertelfinale gegen Deutschland, wo die Österreicherinnen jedoch eine 2:0-Niederlage erlitten.

## Erfolge und Auszeichnungen

### Erfolge

#### Arsenal WFC
- Champions-League-Sieger 2025
- Ligapokal: 2023

FC Bayern München
- Deutscher Meister: 2015, 2016
- DFB-Pokal-Finalist: 2018

SV Neulengbach
- Österreichischer Meister: 2010, 2011, 2012, 2013
- ÖFB-Cupsieger: 2010, 2011, 2012

Nationalmannschaft
- Halbfinalist der Europameisterschaft 2017
- Zypern-Cup: 2016

### Auszeichnungen
- Österreicherin des Jahres in der Kategorie Erfolg international 2017
- Österreichische Sportlerin des Jahres 2017 als Spielerin der Nationalmannschaft bei der EM
- Österreichs Fußballerin des Jahres (APA) 2020
- „Golden Glove“ der FA Women’s Super League 2021/22[29]